# Vtoraja Liga 1936 (najaar)
In het najaar van 1936 werd de tweede editie van de Vtoraja Liga  gespeeld, de derde hoogste divisie voor voetbalclubs uit de Sovjet-Unie. In deze tijd heette de competitie nog Groep V en werd gespeeld van 5 september tot 6 oktober. Dinamo Kazan werd kampioen. 

## Eindstand
| Plaats | Club                   | Wed. | W | G | V | Saldo | Ptn. |
| ------ | ---------------------- | ---- | - | - | - | ----- | ---- |
| 1.     | Dinamo Kazan           | 7    | 5 | 1 | 1 | 18:9  | 18   |
| 2.     | Spartak Charkov        | 7    | 4 | 2 | 1 | 15:11 | 17   |
| 3.     | Dinamo Dnjepropetrovsk | 7    | 4 | 0 | 3 | 14:14 | 15   |
| 4.     | Dinamo Odessa          | 7    | 3 | 1 | 3 | 9:7   | 13   |
| 5.     | Lokomotiv Tbilisi      | 7    | 3 | 0 | 4 | 14:15 | 13   |
| 6.     | Stachanovets Stalino   | 7    | 3 | 0 | 4 | 11:14 | 13   |
| 7.     | Dinamo Charkov         | 7    | 1 | 3 | 3 | 6:14  | 12   |
| 8.     | Dinamo Pjatigorsk      | 7    | 1 | 1 | 5 | 8:11  | 7    |

|  | Kampioen   |
|  | Degradatie |

De toenmalige namen worden weergegeven, voor clubs uit nu onafhankelijke deelrepublieken wordt de Russische schrijfwijze weergegeven zoals destijds gebruikelijk was, de vlaggen van de huidige onafhankelijke staten geven aan uit welke republiek de clubs afkomstig zijn. 